# Esperantina
Esperantina est une municipalité brésilienne située dans l'État du Piauí.